# Останній день творіння
«Останній день творіння» (нім. Der letzte Tag der Schöpfung) — науково-фантастичний роман німецького письменника Вольфганга Єшке, де представлено наслідки спроб людей змінити минуле на свою користь у майбутньому, що завершується величезним Крахом. На основі роману створено чеську компьютерну гру-стратегію Original War.

## Зміст
В першій частині роману розповідається про дослідження старовинних артефактів: частини дихального апарату пілота, котрий століттями шанувався як католицька святиня, чітко впізнаваний слід джипу, виявленого під час археологічних робіт на Гібралтарі, скелет гуманоїда, модель гранотомета. Водночас в умовах холодної війни НАСА проводить дослідження в галузі подорожей часу під виглядом «гонки на Марс» з Радянським Союзом. Вільям Ф. Френсіс, амбітний офіцер ВМС США, переконаний, що подорож в часі є можливим і допагається від керівництва розпочати таємний проєкт з розробки технологічного пристрою, здатного переносити людей і матеріали скрізь час.
У другій частині описується проєкт «Хронотрон» на чолі з Френсісом (той став адміралом), успішна реалізація машини часу, яка спочатку здатна лише перемістити речі у минуле. Вважається, що передача часу в майбутнє буде вирішена найближчим часом. Американська адміністрація вирішує перемістити нафтову насосну установку на 5 млн років у минуле, встановити її на нафтових родовищах на Близькому Сході та транспортувати нафту через тоді сухий Середземноморський басейн до берегів Північного моря, де зворотний час машини підштовхне нафту до сучасної епохи. Заперечення вчених, що передача часу в майбутнє може бути просто мрією, що проєкт може вичерпати країну і що історія людства може бути незворотньо змінена, ігноруються.
У третій частині Стіву Стенлі, військовому льотчику, доручено захистити устаткування та фахівців, перекинутих в минуле (їх називають хрононавтами). Потрапляючи на 5 млн років тому він з подивом бачить війну сучасними засобами. До того ж американські військові та фахівці розкидані по всій Землі, координовані дії неможливі, а нафтопровід так й не збудовано. Також виявляється, що зворотний час передачі неможливий. Крім того, араби виявили план США й спрямували свої війська у минуле. Втім американцям допомагають пітекантропи. При цьому виявлеється існування декількох цивілізацій з різного часу: в одній кордони США в новій реальності знаходяться на річці Міссісіпі, а Мексика перетворилася у наддержаву; в іншій утворилась Атлантида з центром на Бермудах, оскільки перші хрононавти не могли вижити у незвичних умовах без зручностей. Більшість евакуйовано на Бермудські острови.
Зрештою Стів Стенлі ховається на базі на Сардинії. У цілому ситуація виглядає безнадійною, а жменька сучасних людей не має шансів створити нову цивілізацію. Внаслідок воєн із застосування ядерної зброї усе оточення Стенлі гине, а сам він прямує до Африки. Експеримкент зазнав Краху.